# Щербатов, Сергей Александрович (художник)
Князь Сергей Александрович Щербатов (6 [18] июля 1874, Московская губерния — 23 мая 1962, Рим) — российский художник, коллекционер и меценат. Представитель княжеского рода Щербатовых.

## Биография
Родился 6 (18) июля 1874 года в имении Нара Верейского уезда Московской губернии, в семье князя Александра Алексеевича Щербатова и Марии Павловны, дочери П. А. Муханова.
В 1893 году окончил Поливановскую гимназию и поступил на историко-филологический факультет Московского университета.
Живописи учился у И. Э. Грабаря и Л. О. Пастернака. После окончания университета год провёл в Мюнхене на стажировке, но так и не стал профессиональным художником. Из заметных работ — участие в проекте оформления Казанского вокзала в Москве в 1914—1917 годах (замысел не реализован). Местонахождение эскизов долгое время было неизвестно; сохранились фотографии и авторское описание. Пять эскизов, оказавшихся в фондах Театрального музея им. Бахрушина, были атрибутированы лишь в 2022 году, а в 2023 году показаны на выставке в Москве.
В 1902—1903 годах вместе с В. В. фон Мекком и под руководством И. Э. Грабаря открыл в Санкт-Петербурге художественный салон «Современное искусство». В нём проводились выставки произведений К. А. Сомова, Н. К. Рериха, других художников объединения «Мир искусства», а также японской гравюры, художников группы «наби», французского художника-ювелира Рене Лалика и многое другое.
После смерти В. А. Серова стал членом Совета Третьяковской галереи.
В 1913 году архитектор А. О.Таманян построил для С. А. Щербатова особняк-музей на Новинском бульваре. По замыслу Щербатова в здании должен был разместиться музей личных собраний, предназначенный для экспонирования частных коллекций. Щербатов успел только превратить собственную квартиру в музей, остальная часть построенного им особняка использовалась как доходный дом.
В 1919 году эмигрировал из России. Жил на собственной вилле в Каннах. В 1927 году стал одним из основателей парижского общества «Икона». Из-за больших затрат на содержание виллы продал её и переехал в США, где поселился в Нью-Йорке.
В 1953 году переехал в Рим, где скончался 23 мая 1962 года. Похоронен на кладбище Тестаччо (III, IV, 3, 17, tomba № 298). Там же были похоронены его жена, а также дочь В. С. Володимерова и внук С. И. Володимеров.
В последние годы жизни написал воспоминания о художественной жизни Москвы начала XX века: «Художник в ушедшей России» (Нью-Йорк, 1955).
С. А. Щербатов многие годы работал над своим основным трудом, который должен был стать манифестом его художественно-религиозного мировоззрения. Этот масштабный замысел в целом так и не был воплощён, но мысли и идеи Щербатова нашли отражение в ряде публикаций, которые оказались разбросанные в русскоязычной эмигрантской периодике. В 2022 году этот корпус текстов, впервые собранный воедино и прокомментированный, был издан в России в виде сборника под названием «Искусство как вид духовного познания». В сборник также вошла поэма князя Щербатова, обнаруженная в частном римском архиве, а также статьи о нем из эмигрантской прессы.

## Коллекция С. А. Щербатова
Коллекция С. Щербатова включала в себя живопись, иконопись, графику, скульптуру, фарфор, мебель и предметы интерьера, автографы (в их числе А. С. Пушкина, В. А. Жуковского. Н. В. Гоголя, П. А. Вяземского, Е. А. Баратынского, Ф. И. Тютчева, И. С. Тургенева).
Перед отъездом из России основная часть коллекции Щербатова была отдана на хранение в Румянцевский и Исторический музеи. После национализации частных художественных собраний коллекция, перешедшая в собственность государства, была разрознена и частично продана за границу (в том числе картина Ренуара).
В собрание Третьяковской галереи попали иконы: «Троица Ветхозаветная» (Псков, конец XV — начало XVI вв.) и «Вертоград заключенный» (Никита Павловец, 1670-е); 12 картин, включая работы Врубеля, в числе которых картина «Жемчужная раковина». Картина А. П. Рябушкина «Свадебный поезд в Москве (XVII столетие)» ещё в 1913 году была продана С. А. Щербатовым в галерею.
Картины из собрания Щербатова ныне находятся также в Башкирском художественном музее им. М. В. Нестерова и Всероссийском музее А. С. Пушкина в Санкт-Петербурге.

## Семья

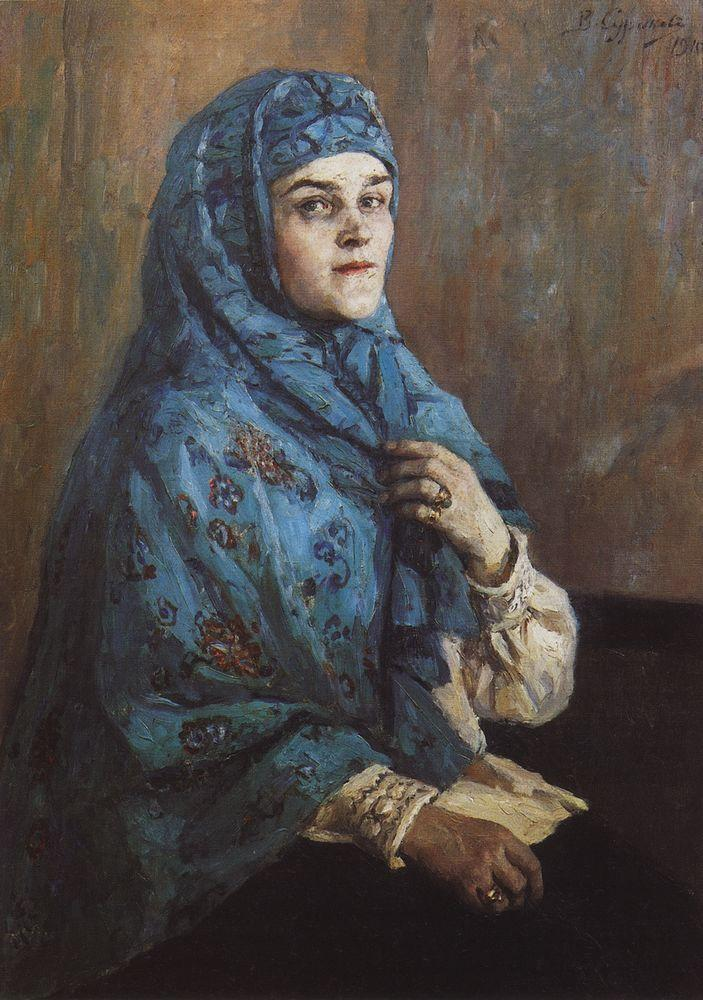
Портрет П. И. Щербатовой работы Сурикова

Князь Сергей Александрович Щербатов женился на крестьянке из деревни, находившейся при усадьбе Щербатовых Нара, медсестре сельской больницы Пелагее (Полине) Ивановне Розановой (1880—1966): 

Не подобает мужу описывать красоту и прелесть своей жены, но как художнику да будет мне дозволено всё же сказать, что она была видением большой красоты и поэзии. С матовым, жемчужно-белым цветом лица, с нежно-розовым румянцем, с тончайшими чертами лица, с белокурыми волосами, отливающими червонным золотом, с редко красивыми поющими линиями её высокой стройной фигуры, поражавшей своими античными пропорциями— Валентин Серов в воспоминаниях, дневниках и переписке современников. — Ленинград: Художник РСФСР, 1971. — Т. 1. — С. 671. — 20 000 экз.
Её портреты были написаны Суриковым («Портрет княгини-бабы») и Серовым, известен её скульптурный портрет работы К. Рауш фон Траубенберг.
После эмиграции в 1918 году во Францию была известна как ясновидящая и гадалка.

## Публикации
- Щербатов С.А. Художник в ушедшей России. — Нью-Йорк, 1955.
- Щербатов С.А. Искусство как вид духовного познания / Составление, научная редакция А. Г. Власенко и М. Г. Талалая. — М.: Старая Басманная, 2022. — 308 с. — ISBN 978-5-907169-79-1.